# Luxoft
Luxoft, a DXC Technology Company – międzynarodowe przedsiębiorstwo zajmujące się projektowaniem oprogramowania. Zostało założone w kwietniu 2000 roku w Moskwie przez Dmitria Loschinina, obecnie zatrudnia ponad 12 700 pracowników. Luxoft oferuje niestandardowe usługi związane z rozwojem oprogramowania przedsiębiorstwom wchodzącym w skład organizacji IT oraz sprzedawcom oprogramowania.
Oferuje swoje usługi w branżach takich jak finanse i bankowość, podróże i lotnictwo, telekomunikacja, energetyka, motoryzacja, przemysł technologiczny. Luxoft posiada obecnie 39 placówek na całym świecie wraz z centrami dostawczymi w Ameryce Północnej, Meksyku, Europie Zachodniej i Wschodniej, Azji i Afryce Południowej - w Polsce : Kraków, Wrocław, Warszawa, Trójmiasto, Zabierzów. 

## Historia
Najważniejsze daty w historii:
- 2000 – otwarcie pierwszego biura Luxoftu w Moskwie (Rosja).
- 2001 – otwarcie biur w Seattle, Waszyngtonie (USA) oraz pierwszego biura regionalnego w Omsku[6] (Rosja)
- 2004 – otwarcie biur w Londynie (Wielka Brytania) oraz Sankt Petersburgu (Rosja)[7]
- 2005 – otwarcie dodatkowego biura w Kijowie (Ukraina)
- 2006 – otwarcie biura w Odessie[8] (Ukraina), uzyskanie statusu Microsoft Gold Cetrified Partner; w tym samym roku następuje także przejęcie przez Luxoft nowojorskiego IT Consulting International[9][10]
- 2007 – otwarcie placówki w Dniepropietrowsku (Ukraina)[11]
- 2008 – otwarcie biur w Ho Chi Minh[12] (Wietnam); przejęcie rumuńskiej firmy ITC Networks
- 2010 – otwarcie pierwszego centrum rozwoju w Polsce w Krakowie[13][14][15]
- 26 czerwca 2013 – debiut na NYSE
- 2014 – otwarcie biura w Sofii Bułgaria[16]
- 2015 – otwarcie biur w Sztokholmie (Szwecja), Monachium (Niemcy) oraz Trójmieście (Polska), przejęcie firmy Excelian[17]
- 2019 – DXC Technology przejmuje Luxoft Holding Inc za około 2 miliardy dolarów[18].
- 2022 - W związku z inwazją Rosji na Ukrainę, Luxoft opuszcza rynek rosyjski i zamyka swoje biura w Rosji[19].